# كأس ديفيز 2009
كأس ديفيز 2009 (بالإنجليزية: 2009 Davis Cup)‏ هو الموسم 98 من  كأس ديفيز. أقيم خلال الفترة 6 مارس 2009 وحتى 6 ديسمبر 2009، وفاز فيه منتخب إسبانيا لكأس ديفيز.